# Rhynchostegiella tenella
Rhynchostegiella tenella là một loài Rêu trong họ Brachytheciaceae. Loài này được (Dicks.) Limpr. miêu tả khoa học đầu tiên năm 1890.